# مينورو ياماساكي

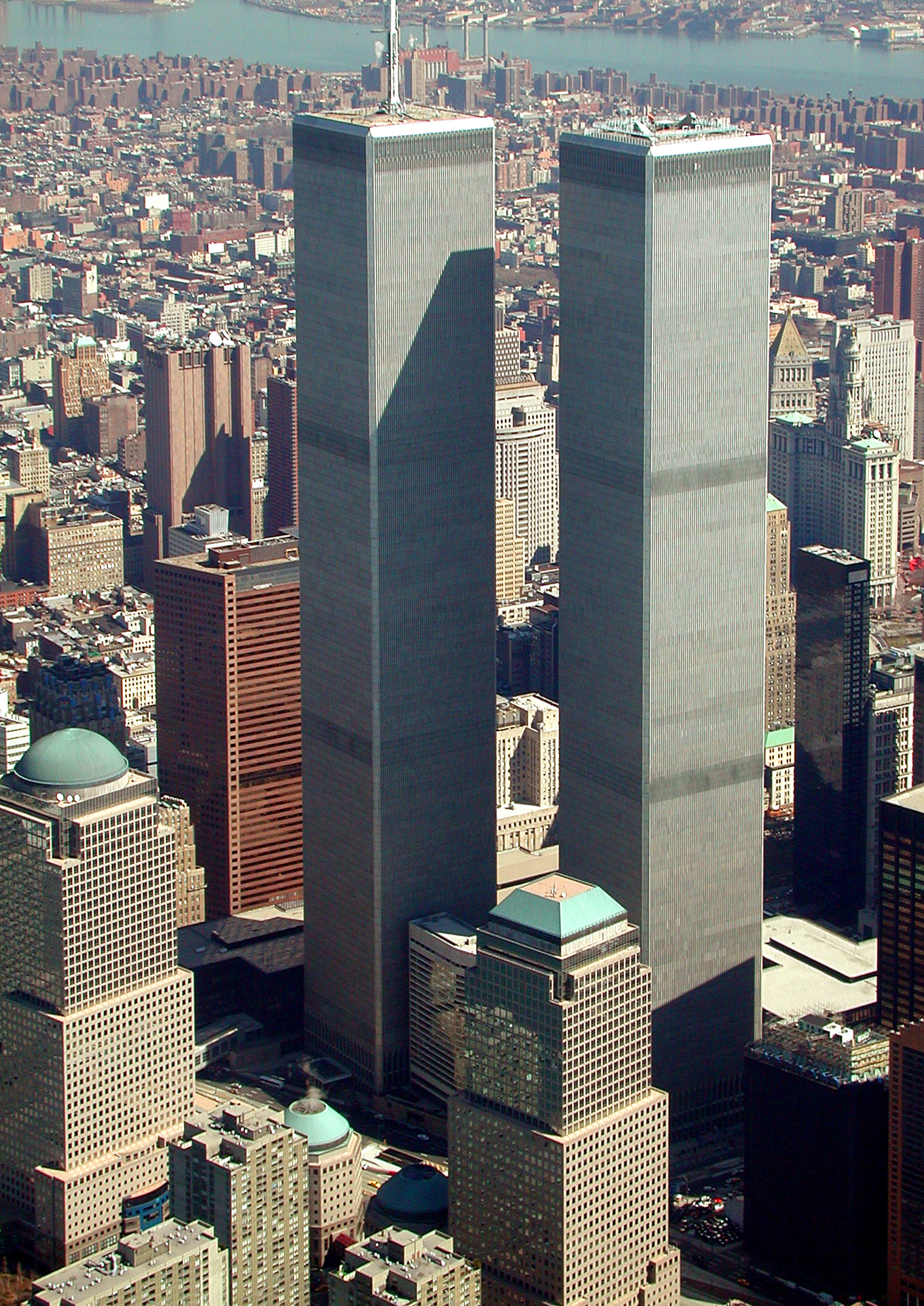
مبنى التجارة العالمي في شهر مارس 2001 وهي من أعظم الإنجازات التي عمل بها ياماساكي

مينورو ياماساكي (بالإنجليزية:Minoru Yamasaki) ، مينورو مصمم معماري ياباني ـ حصل على الجنسية الأمريكية، من مواليد 1 ديسمبر عام 1912م ، وتوفي في 7 فبراير سنة 1986م ، صمم مبنى التجارة العالمي المشهور، والتي بدأت في أوائل السبعينيات ، وأستمر مبنى التجارة العالمي لمدة أكثر من عشرين عاماً ، قبل أن تتعرض للانهيار في 11 سبتمبر سنة 2001 في عهد الرئيس السابق جورج بوش.

## صمم المشروع في كافة أنحاء العالم
كان المهندس المعماري واحداً من المصممين في القرن العشرين، وهو يحب أن يصمم المباني التجارية والرسمية ، وكان زميله المهندس الأمريكي أدوارد ستون ، يعتبر ياماساكي من ممارسي أعمال الماجستير يلقب بالرومانسية الحداثة.

## الشرف ((انجازات))
- انتخب زميل في المعهد الأمريكي للمهندسين المعماريين في عام 1960.
- فاز المعهد الأمريكي للمهندسين المعماريين 'الأولى جائزة الشرف ثلاث مرات. [1]

## أبرز الأعمال
- بناء أكبر مبنى في العالم في نيويورك ـ مبنى التجارة العالمي
- بناء مؤسسة النقد العربي السعودي سنة 1981 في الرياض.
- بناء مطار الظهران الدولي في المنطقة الشرقية من السعودية.
- برويت إيجو